# Turbinaria frondens
Turbinaria frondens är en korallart som först beskrevs av James Dwight Dana 1846.  Turbinaria frondens ingår i släktet Turbinaria och familjen Dendrophylliidae. IUCN kategoriserar arten globalt som livskraftig. Inga underarter finns listade i Catalogue of Life.